# Golmaal Returns
Golmaal Returns (hindi : गोलमाल रिटर्न्स) est un film indien de Bollywood réalisé par Rohit Shetty sorti le 29 octobre 2008.
Il met en vedette Ajay Devgan, Kareena Kapoor, Celina Jaitley et Amrita Arora. C'est la suite de Golmaal du même réalisateur et il rencontre également un succès public notable.

## Distribution
- Ajay Devgn : Gopal Kumar Santoshi
- Arshad Warsi : Madhav singh Ghai
- Kareena Kapoor : Ekta
- Tusshar Kapoor : Lucky
- Shreyas Talpade : Laxman Prasad Apte / Anthony Gonsalves
- Amrita Arora : Esha
- Celina Jaitley : Meera
- Sanjay Mishra : Subodh Mehra

## Box-office
Box-office en Inde : 660 980 000 roupies.
Ibosnet.com qualifie le film de Hit.